# Ахмедова, Хисмат
Хисма́т Ахме́дова — советский политический деятель, депутат Верховного Совета СССР 1-го созыва (1938—1946).

## Биография

### Политическая деятельность
Была избрана депутатом Верховного Совета СССР 1-го созыва от Узбекской ССР в Совет Национальностей в результате выборов 12 декабря 1937 года.